# Коморські Острови
Сою́з Комо́рських Острові́в (до 2002 року знана як Федера́льна Ісла́мська Респу́бліка Комо́рських Острові́в) — острівна держава в Індійському океані між Мадагаскаром і східним узбережжям Африки, яку утворюють три острови Коморських островів — Нджазіджа (Гранд-Комор або Великий Комор), Нзвані (Анжуан) і Мвалі (Мохелі). Четвертий великий острів архіпелагу, Майотта, належить Франції. Площа країни становить 1862 км² (168-ме місце у світі). Населення — 691 тис. осіб (157-ме місце у світі). Столиця — місто Мороні.

## Географія

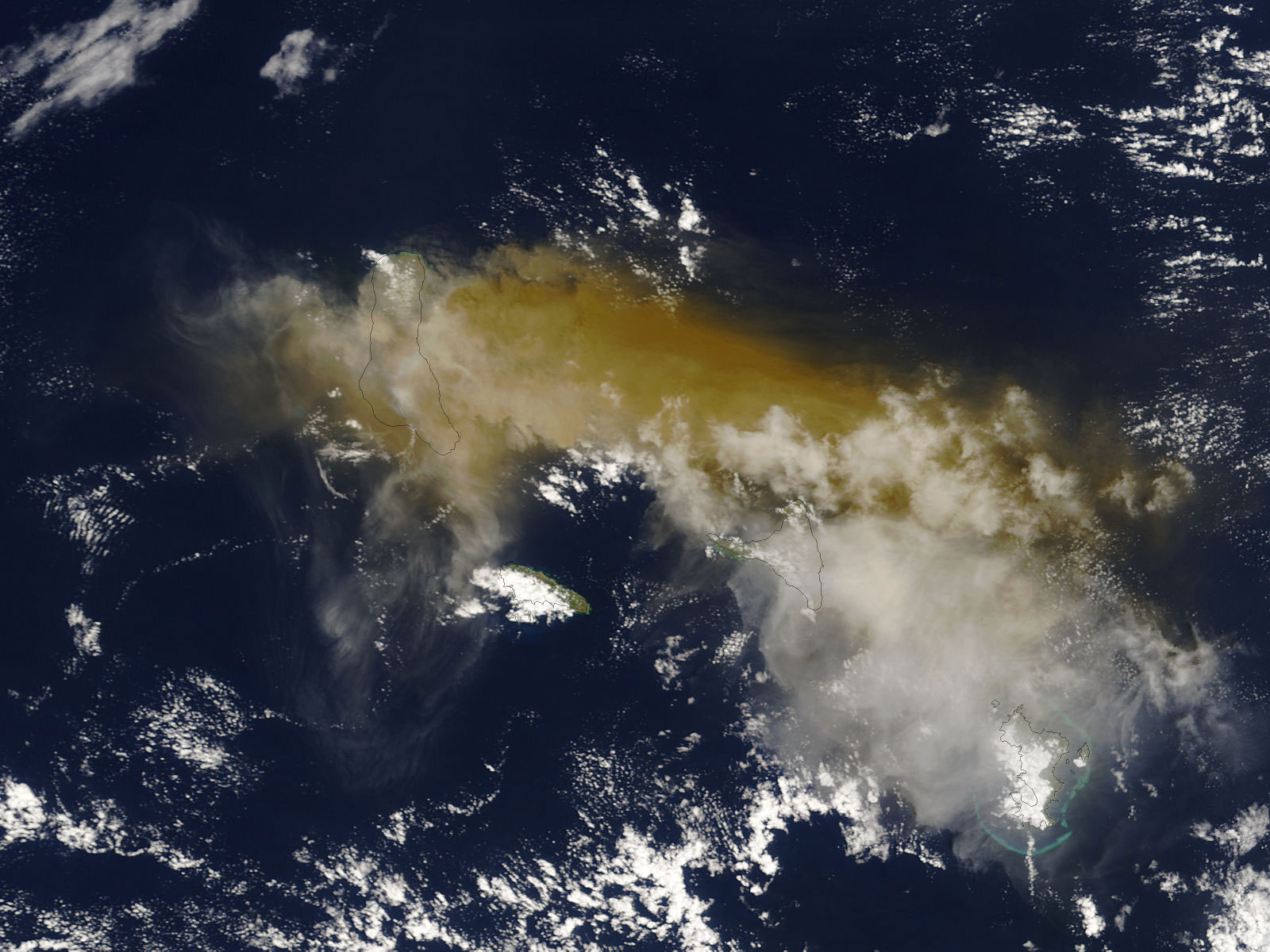
Вигляд із супутника острова Нджазіджа під час виверження вулкана Картала

Острівна африканська держава (архіпелаг Коморські острови) в західній акваторії Індійського океану, в Мозамбіцькій протоці між східним узбережжям Африки (Мозамбік і Танзанія) і Мадагаскаром. До складу Коморських Островів входять три основні острови — Нджазіджа (Великий Комор), Мвалі (Мохелі), Нзвані (Анжуан) і багато дрібніших. Столиця і найбільше місто, Мороні, розташоване на острові Нджазіджа.
Площа країни становить 1862 км². Коморські Острови також претендують на 320 км² територіальних морів. Клімат тропічний, як правило м'який, з двома основними сезонами, що відрізняються за кількістю опадів. Температура в середньому 29-30 °C у березні, найтеплішому місяці сезону дощів, що триває з грудня по квітень, а середня температура прохолодного сухого сезону (триває з травня по листопад) становить 19 °C.
Коморські Острови претендують також на острови Глоріосо, які належать Франції. Острови Глоріосо, невеликий архіпелаг, до якого належать острови Гран Глоріосо, Іль-дю-Ліс і кілька невеликих скель, до 1975 року знаходилися під управлінням колоніальної адміністрації Коморських Островів, і тому іноді вважаються частиною Коморського архіпелагу. Коморські Острови також заявляють, про належність до своєї економічної зони тепер затопленого острова Банк дю Гейзер, який був захоплений Мадагаскаром у 1976 році.

## Історія

### Стародавня історія
Острів Анжуан був заселений ще в V ст. н. е. У XII столітті архіпелаг потрапив під владу султанату Кілва, створеного арабами на східному узбережжі Африки (територія сучасної Танзанії). Вперше острови описані у 1598 році голландським мандрівником Хаутманом. Спроба португальців облаштуватися на островах в 1610-х роках зазнала невдачі через опір місцевих жителів. Після розпаду Кілви тут утворилися численні ворогуючі султанати, зріс вплив ісламу.
З 1600-х років почалося друга хвиля заселення островів вихідцями з Африки, країн Арабського Сходу та острова Мадагаскар. Архіпелаг також був притулком піратів, які привозили сюди полонених індійців і китайців. З 1785 року з метою захоплення рабів здійснювалися набіги з Мадагаскару, через що на початку XIX століття острів Майотта практично став безлюдним і разом з островом Мохелі контролювався правителями Мадагаскару.

### Колоніальний період
У 1841 році Франція захопила острів Майотта, і з 1843 року він став її протекторатом. У 1886—1892 роках встановлений протекторат над островами Анжуан, Великий Комор і Мохелі. З 1909 року архіпелаг офіційно оголошений французькою колонією, а в 1912-му в адміністративному відношенні приєднаний до Мадагаскару.
Економіка колоній базувалися на вирощуванні ванілі, гвоздики і кави. Місцева еліта тісно співпрацювала з колоніальною адміністрацією. Після окупації британськими військами під час Другої світової війни згідно з новою конституцією Франції в 1947 році Коморським островам надано статус її заморської території. У 1957 році розпочала діяльність Урядова рада (у 1961-му її очолив уродженець країни З. М. Шейх), в 1961 році створена Палата депутатів. Місцеве самоврядування (окрім питань фінансів, оборони і зовнішніх стосунків) введене 1968 року. Адміністративний центр у 1968 році перенесений з Дзаудзі (острів Майотта) до Мороні (острів Великий Комор). Адміністрацію очолював верховний комісар.
Перші політичні організації, що представляли різні групи мусульманської аристократії, виникли в 1962 році: Демократичний союз Коморських островів (ДСКО, створений. М. Шейхом) — т. зв. «Партія зелених» (партія вищих державних службовців) і Демократичне об'єднання коморського народу (ДОК), що дістало назву «Партія білих», або партія «принців». У 1963 році коморською громадою в Танганьїці створено Рух за національне звільнення Коморських островів (МОЛІНАКО), визнане ОАЕ лідером національно-визвольного руху на островах. На архіпелазі з 1970 року діяло його відділення — Партія еволюції Коморів (ПЕК). У 1972 році на о. Великий Комор створена Партія народу (Умма).
У референдумі з питання незалежності архіпелагу (грудень 1974 року) 96 % жителів островів Анжуан, Великий Комор і Мохелі проголосували за його відділення від Франції, а 64 % населення острова Майотта — проти. 6 липня 1975 року місцева Палата депутатів в односторонньому порядку проголосила незалежну державу у складі островів Анжуан, Великий Комор і Мохелі. Президентом став голова Урядової ради Ахмед Абдаллах.
У листопаді 1975 року Коморські острови були прийняті в ООН у складі чотирьох островів як єдина держава. Франція, визнавши незалежність Коморських островів, закріпила за о. Майотта статус своєї територіальної одиниці.

### Після здобуття незалежності
Внаслідок безкровного державного перевороту 3 серпня 1975 року до влади прийшов Алі Суаліх, що проголосив курс т. з. «національного соціалізму»: націоналізація великих земельних володінь і власності висланих з країни французьких колоністів, введення планування в економіці, відміна дії законів шаріату і обмеження впливу мусульманського духівництва, розпуск політичних партій. Антиісламська спрямованість політики уряду привела до дестабілізації обстановки в країні. КД опинилася в умовах міжнародної ізоляції.
У травні 1978 року відбувся новий переворот, очолений французьким найманцем Бобом Денаром (А. Суаліх убитий, влада знов перейшла до А. Абдаллаха). Відновлена діяльність адміністративного апарату, приватних французьких і місцевих компаній, повернена земля великих власників, заохочувалися іноземні інвестиції, відновлені дипломатичні відносини з Францією.
Згідно з конституцією 1978 держава перейменована у Федеральну Ісламську Республіку Коморські Острови, парламент — у Федеральну асамблею, а іслам оголошений державною релігією. Після введення однопартійної системи (1979) єдиною партією став правлячий Коморський союз за прогрес (Уджіма, створений 1982 року). Авторитарність режиму А. Абдаллаха, переобраного 1984 року (99 % голосів), і придушення будь-яких опозиційних поглядів привели в листопаді 1989 року до перевороту, в ході якого він був убитий.
Президентські вибори 1990 року пройшли в умовах багатопартійності (створені 14 легальних партій). Президентом був вибраний Саїд Мохамед Джохар (55,3 % голосів). Постійна конфронтація партій сприяла новому перевороту у вересні 1995 року, здійсненому іноземними найманцями. У 1996—1998 роках президентський пост займав Могаммед Такі Абдулкарім. Нова конституція (1996) закріпила існування багатопартійності і ісламу як державної релігії.
Після смерті президента цей пост зайняв Т. Массунде. Погіршення економічного стану (зокрема внаслідок падіння світових цін на ваніль і гвоздику) і сепаратизм (проголошення в односторонньому порядку незалежності островами Анжуан і Мохелі в 1997 році) дестабілізували ситуацію в країні. У результаті військового перевороту 30 квітня 1999 року до влади прийшов полковник Азалі Ассумані. У 2001 році урядові війська запобігли спробам військових переворотів на островах Анжуан і Мохелі.
Після проведення в квітні 2002 року референдуму схвалена нова конституцію, що надавала островам ширші автономні права. Країна стала називатися Союз Коморських Островів (СКО). На президентських виборах 14 квітня 2002 року (що відкладаються кілька разів і пройшли в два тури) переміг А. Ассумані. У березні — квітні того ж року вибрані президенти островів Ажуан і Мохелі. Президентом о. Великий Комор вибрано в травні 2002 році супротивника А. Ассумані А. З. Елбак (63 % голосів).
На виборах 2006 р. перемогу здобув представник острова Анжуан Ахмед Абдалла Мохамед Самбі. Чинний федеральний президент Азалі Ассумані погодився з результатами виборів після чого в країні відбувся перший мирний перехід влади.
З 2007 року різко погіршилися стосунки федеральної влади і президента острова Анжуан Мохамеда Бакара. У квітні 2007 року після завершення терміну президентства Бакара, федеральний уряд призначив нового тимчасового президента. Проте Бакар відмовився підкоритися цьому рішенню і в червні 2007 року провів нові вибори, після яких оголосив про свою перемогу з результатом 90 %. Федеральна влада і Африканський союз не визнали легітимність виборів. 24 березня 2008 року війська Африканського Союзу висадилися на острові Анжуан і після нетривалих сутичок острів опинився під контролем сил Африканського Союзу. Президент Бакар утік на Майотту і попросив політичного притулку у Франції.

## Політична система

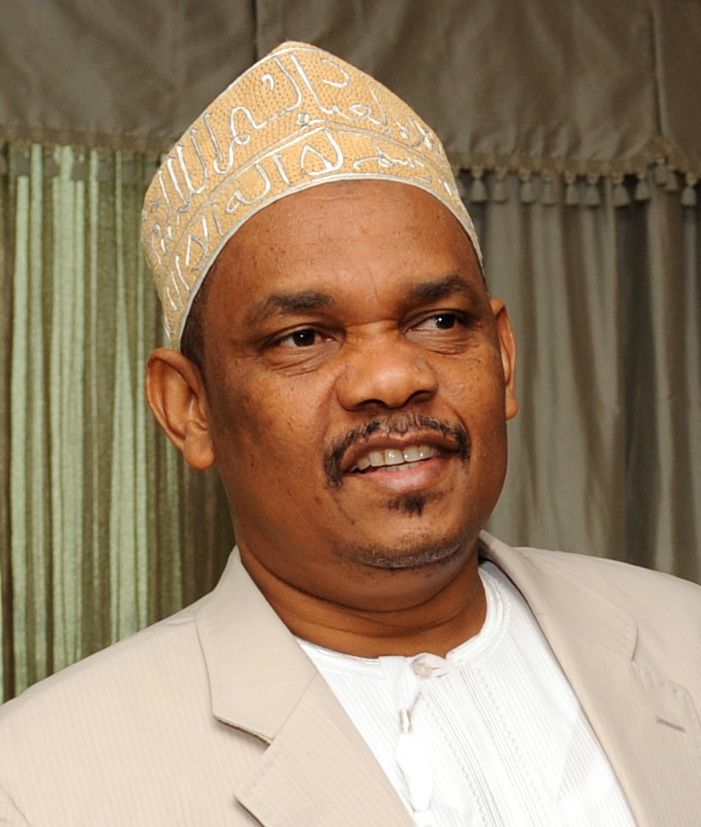
Ікілілу Дуанін

Коморські Острови за формою правління є парламентською республікою, глава держави — президент, від 2011 року Ікілілу Дуанін. Державний устрій — федеративна держава.
Союз Коморських Островів Президент одночасно є главою держави і главою уряду. Конституція Союзу Коморських Островів була прийнята на референдумі 23 грудня 2001 року після чого були прийняті також конституції окремих островів.
Виконавча влада здійснюється урядом, що призначається і очолюється президентом. Кожен з островів (відповідно до розділу II Конституції) має велику ступінь автономії в Союзі, в тому числі мають власну конституцію, президента і парламент. Президента союзу почергово обирають різні острови. Теперішній федеральний президент Ахмед Абдалла Мохамед Самбі є представником острова Андиджан.

### Парламент
Органом законодавчої влади є Союзна Асамблея з 33 членів якої 18 обираються прямими виборами, а 15 призначаються місцевими асамблеями трьох островів.

#### Політичні партії
Основні політичні партії держави:
- Рух за демократію і прогрес.
- Рух за оновлення і демократичні дії.

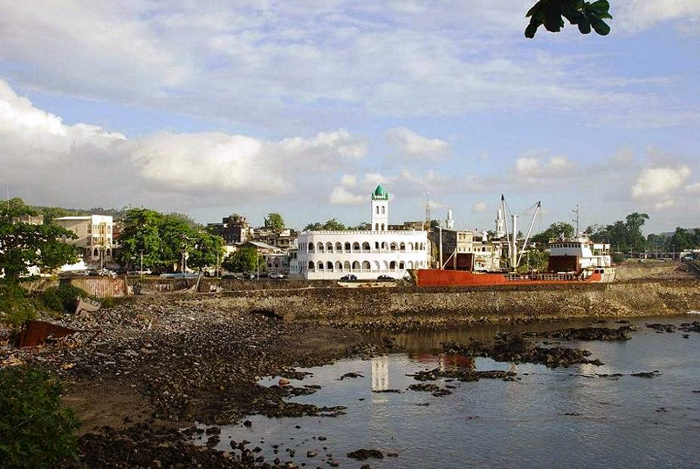
Столиця держави Мороні

- Національне об'єднання за розвиток.

### Судова влада
Коморська правова система ґрунтується на ісламському праві, французькому праві і нормах традиційного права. Сільські старійшини або цивільні суди вирішують більшість суперечок. Судова влада незалежна від законодавчої і виконавчої влади. Верховний суд діє як Конституційна рада для вирішення конституційних питань і контролю за президентськими виборами. Верховний Суд також виступає ролі арбітра у випадку звинувачень на адресу уряду. Верховний суд складається з двох членів, що призначаються президентом, двоє обираються федеральним парламентом, і по одному призначають уряди кожного острова.

### Зовнішня політика

#### Українсько-коморські відносини
Уряд Коморських Островів офіційно визнав незалежність України 7 червня 1993 року, дипломатичні відносини з Україною встановлено 23 липня 1993 року. У Києві діє почесне консульство Союзу Коморських Островів, почесним консулом в місті Київ є Олександр Кузнєцов[джерело?]. Найближче посольство Коморських Островів, яке відає справами щодо України, знаходиться в Парижі. Справами України на Коморських Островах відає українське посольство в Кенії.
13 травня 2023 року в перше відбулася зустріч міністра закордонних справ України Дмитра Кулеби та міністра закордонних справ Коморських островів Дойхіра Дулкамала, вони обговорили перспективи двостороннього співробітництва і посилення співпраці України з Африканським Союзом під час головування Коморських Островів в цьому союзі.

## Адміністративно-територіальній поділ

Адміністративний поділ Коморських Островів

В адміністративно-територіальному відношенні територія держави поділяється на: 3 автономні провінції (острови).
| Автономний регіон | Адміністративний центр | Площа, км² | Населення, чол. (2012) | Кількість префектур |
| ----------------- | ---------------------- | ---------- | ---------------------- | --- |
| Нгазіджа          | Мороні                 | 1148       | 369 600                | 8 (Мороні-Бамбао, Амбу, Західний Мбаджині, Східний Мбаджині, Оічілі-Дімані, Амахамет-Мбоінку, Міцаміулі-Мбуде, Іцандра-Аманву) |
| Анжуан            | Муцамуду               | 424        | 306 800                | 5 (Муцамуду, Уані, Домоні, Мремані, Сіма)                                                                                      |
| Мвалі             | Фомбоні                | 290        | 47 900                 | 3 (Фомбоні, Ніумашуа, Джандо)                                                                                                  |

## Збройні сили
Чисельність збройних сил у 1996 році складала 800 військовослужбовців. 

## Економіка
Коморські Острови — відстала аграрна держава. Валовий внутрішній продукт (ВВП) у 2006 році склав 441 млн доларів США (179-те місце у світі); що у перерахунку на одну особу становить 600 доларів (189-те місце у світі). Промисловість разом із будівництвом становить 4 % від ВВП держави; аграрне виробництво разом з лісовим господарством і рибальством — 40 %; сфера обслуговування — 56 % (станом на 2006 рік). Зайнятість активного населення у господарстві країни розподіляється так: 20 % — промисловість, будівництво і сфера обслуговування; 80 % — аграрне, лісове і рибне господарства (станом на 2006 рік).
Надходження в державний бюджет Коморських Островів за 2006 рік склали 27,6 млн доларів США.

### Валюта
Національною валютою країни слугує коморський франк. У 2006 році за 1 долар США (USD) давали 392 коморських франки.

### Промисловість
Головна галузь промисловості: харчова.

### Енергетика
За 2004 рік було вироблено 19 млн кВт·год електроенергії (експортовано 0 млн кВт·год); загальний обсяг спожитої — 17,7 млн кВт·год (імпортовано 0 млн кВт·год).
У 2004 році споживання нафти склало 700 барелів на добу, природний газ не використовується для господарських потреб.

### Агровиробництво
У сільськогосподарському обробітку перебуває 45 % площі держави. Головні сільськогосподарські культури: банани, ваніль, кориця, кава.

### Туризм
У 1996 році Коморські Острови прибуток від іноземного туризму становив 20 млн доларів США.

### Зовнішня торгівля
Основні торговельні партнери Коморських Островів: Франція, Сінгапур, Південно-Африканська Республіка, Німеччина, Об'єднані Арабські Емірати, Японія.
Держава експортує: ваніль (70 %), копра, какао, сизаль, кава, гвоздика, пряні олії. Основні покупці: Франція (27 %); Сінгапур (16 %); Японія (15 %), Німеччина (13 %). У 2005 році вартість експорту склала 34 млн доларів США.
Держава імпортує: рис, нафтопродукти, промислові вироби. Основні імпортери: Франція (22 %); Об'єднані Арабські Емірати (10 %); Південно-Африканська Республіка (7 %). У 2005 році вартість імпорту склала 115 млн доларів США.

## Населення

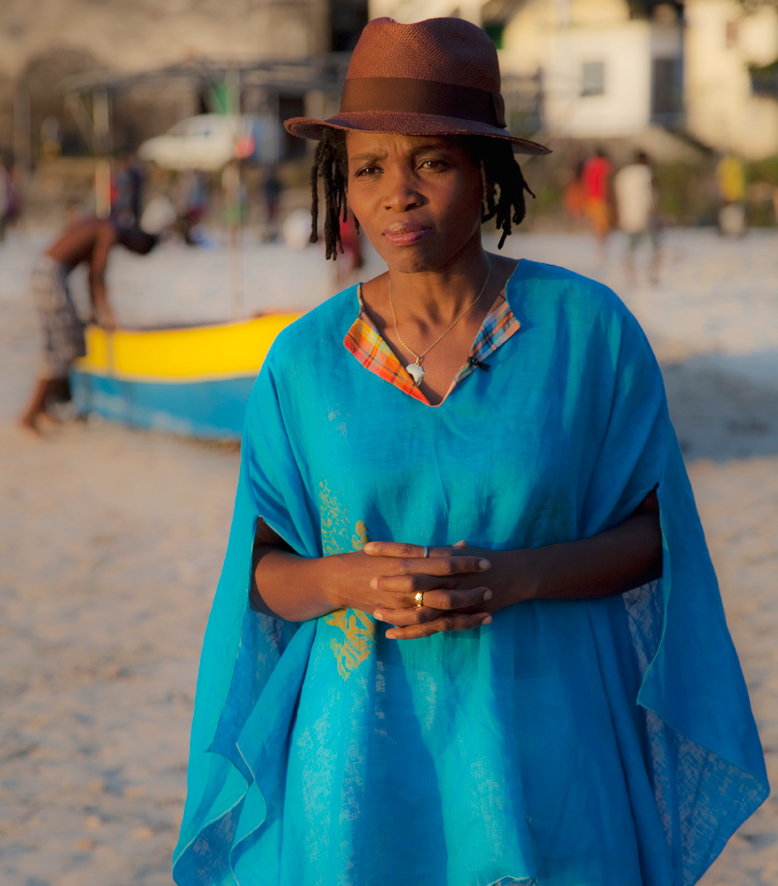
Жителька островів

Населення держави у 2006 році становило 691 тис. осіб (157-ме місце у світі). Густота населення: 304,1 осіб/км² (19-те місце у світі). Згідно статистичних даних за 2006 рік народжуваність 36,4 ‰; смертність 8 ‰; природний приріст 28,4 ‰.
Вікова піраміда населення виглядає наступним чином (станом на 2006 рік):
- діти віком до 14 років — 42,6 % (152 тис. чоловіків, 151 тис. жінок);
- дорослі (15—64 років) — 54,4 % (191 тис. чоловіків, 196 тис. жінок);
- особи похилого віку (65 років і старіші) — 3 % (10 тис. чоловіків, 11,5 тис. жінок).

### Урбанізація
Рівень урбанізованості в 2000 році склав 31 %. Головні міста держави: Мороні (48 тис. осіб), Муцамуду (25 тис. осіб), Домоні (14 тис. осіб), Фомбоні (14 тис. осіб).

### Етнічний склад
Головні етноси, що складають коморську націю: суахілі — _%, малагасійці — _%, індійці — %, французи, китайці.

### Мови
Державна мова: коморська (шикоморі), близька до суахілі, англійська і французька.

### Релігії

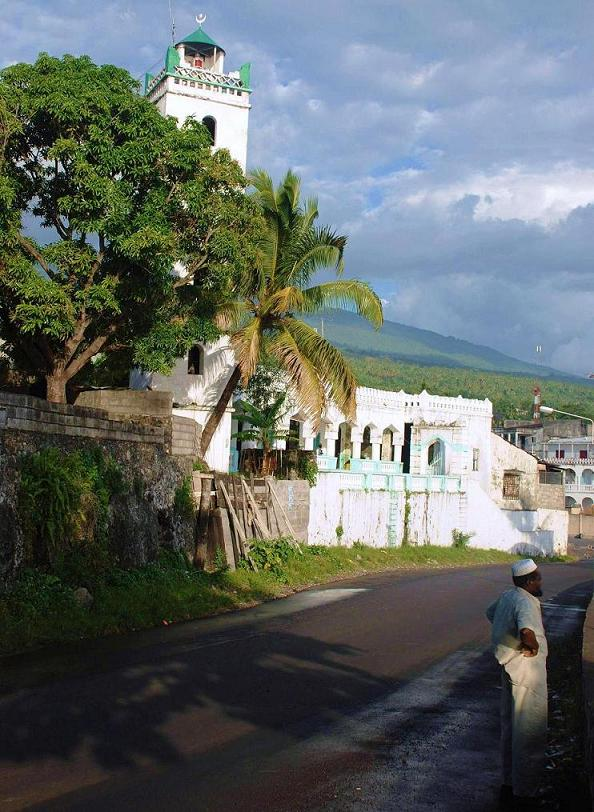
Мечеть у Мороні

Головні релігії держави: іслам сунітського спрямування — 99 % населення, католицтво (переважно французи, малагасійці) — 0,5 %.

### Охорона здоров'я
Очікувана середня тривалість життя в 2006 році становила 72,3 року: для чоловіків — 68,4 року, для жінок — 64,7 року. Смертність немовлят до 1 року становила 70,7 ‰ (станом на 2006 рік). Населення забезпечене  лікарями — 1 лікар на 11,1 тис. жителів (станом на 1996 рік). 

### Освіта
Рівень письменності в 2003 році становив 56,6 %: 63,6 % серед чоловіків, 49,3 % серед жінок.
У країні запроваджена 9-річна обов'язкова освіта.